# Pietro Paolo Vasta
Pietro Paolo Vasta (Acireale, 31 luglio 1697 – Acireale, 28 novembre 1760) è stato un pittore italiano.

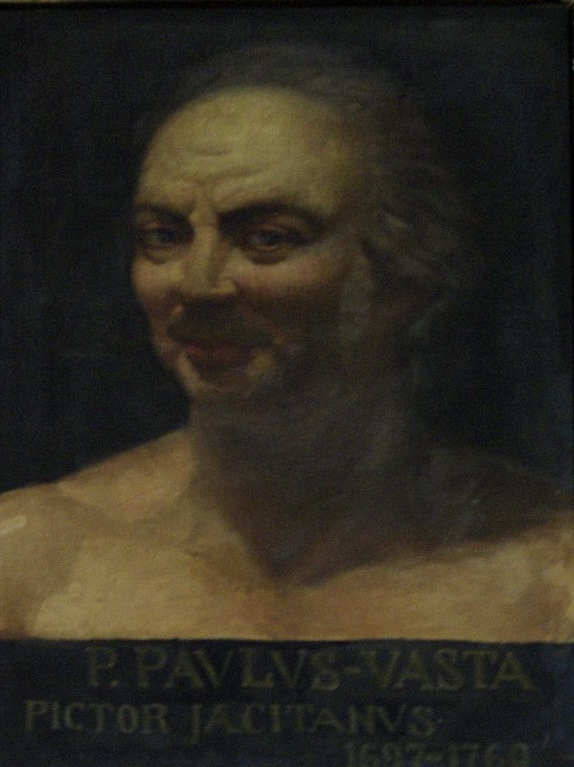
Pietro Paolo Vasta, copia del presunto autoritratto, sagrestia della chiesa di Santa Maria del Suffragio di Acireale.

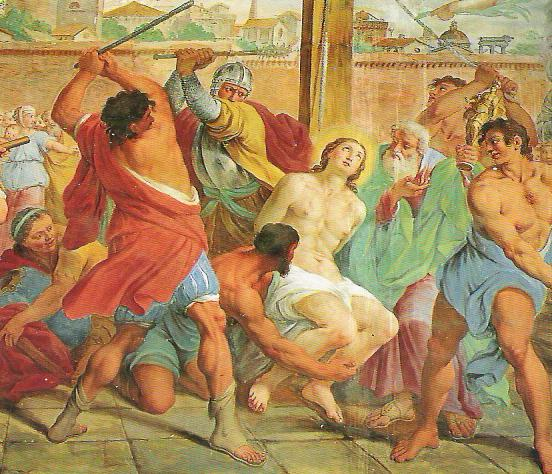
Martirio di San Sebastiano (1732), Acireale, basilica collegiata di San Sebastiano di Acireale.

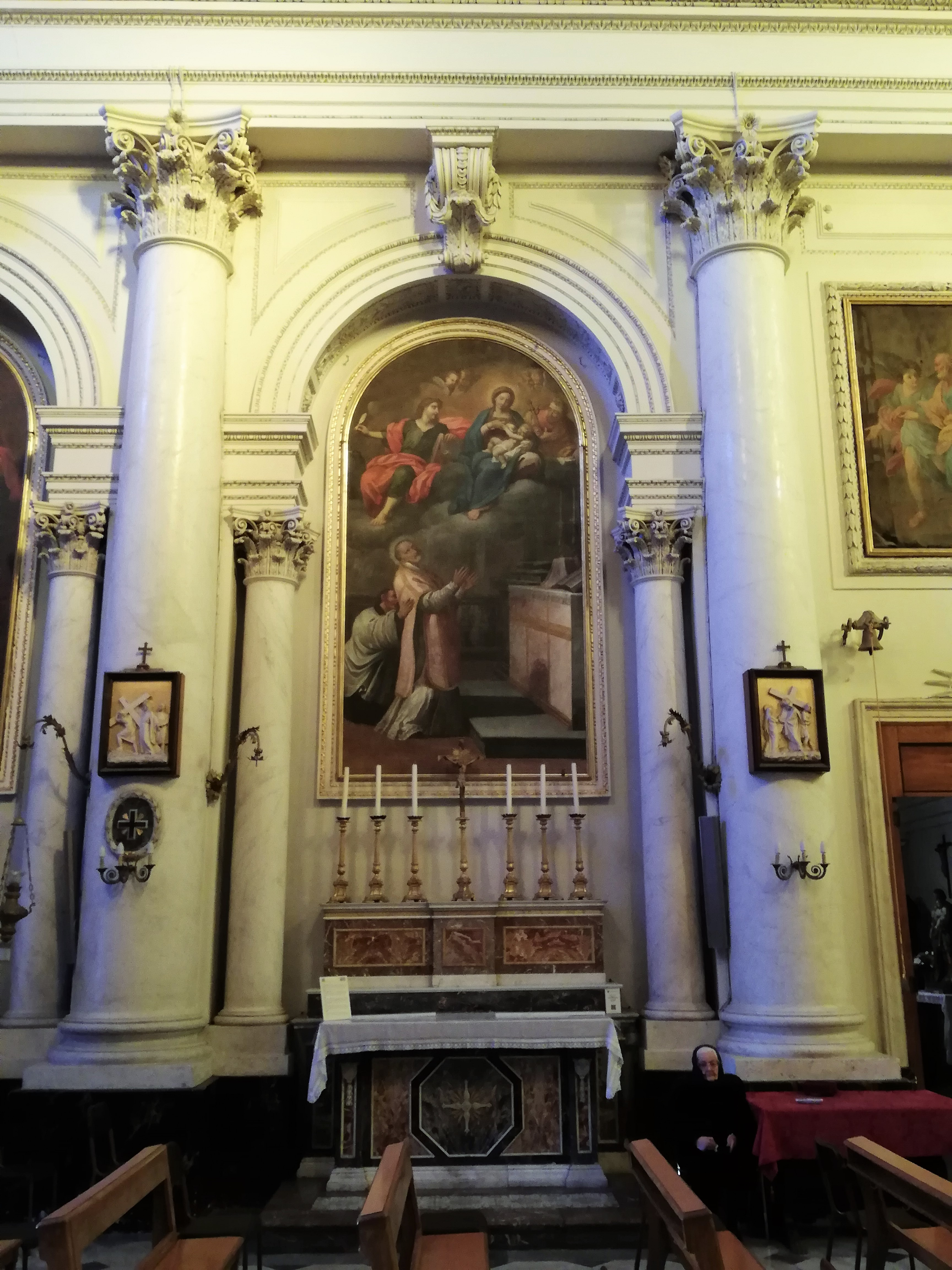
Estasi di Sant'Andrea Avellino, ritratto mentre celebra messa con la Beata Vergine Maria col Bambino e San Giovanni Evangelista, opera custodita nella basilica collegiata dei Santi Pietro e Paolo di Acireale.

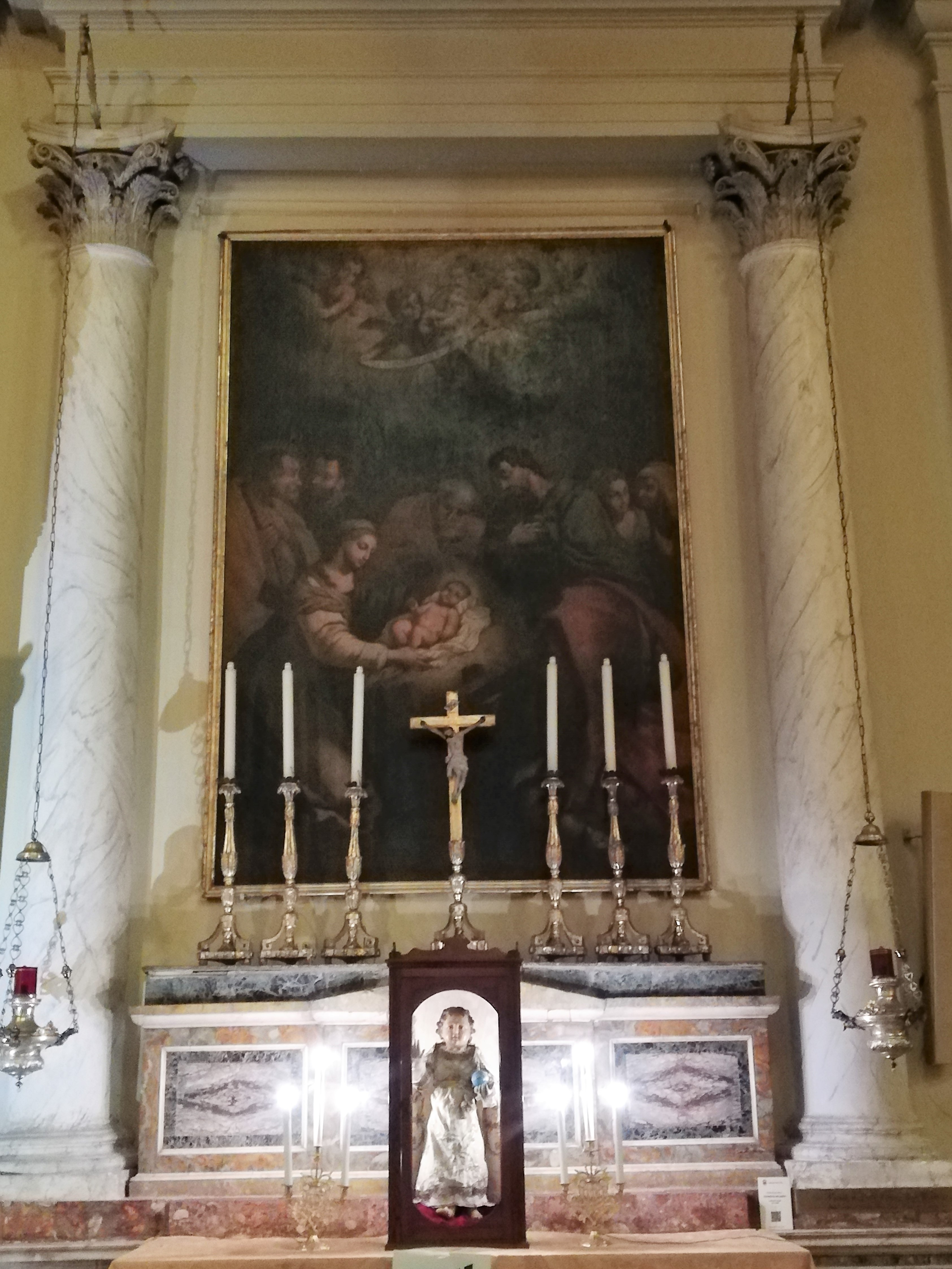
Natività di Nostro Signore, cattedrale di Maria Santissima Annunziata di Acireale.

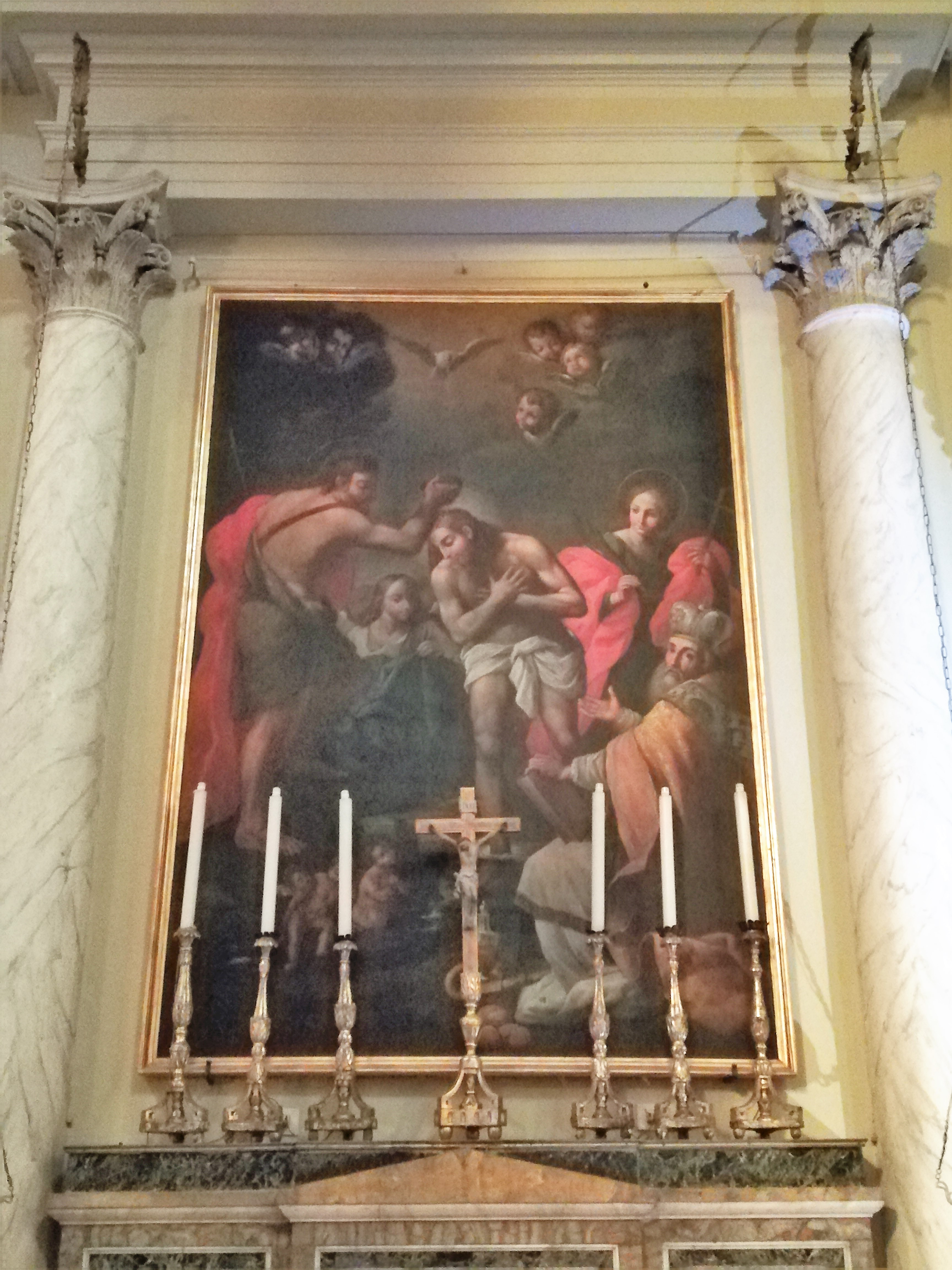
Battesimo di Nostro Signore, cattedrale di Maria Santissima Annunziata di Acireale.

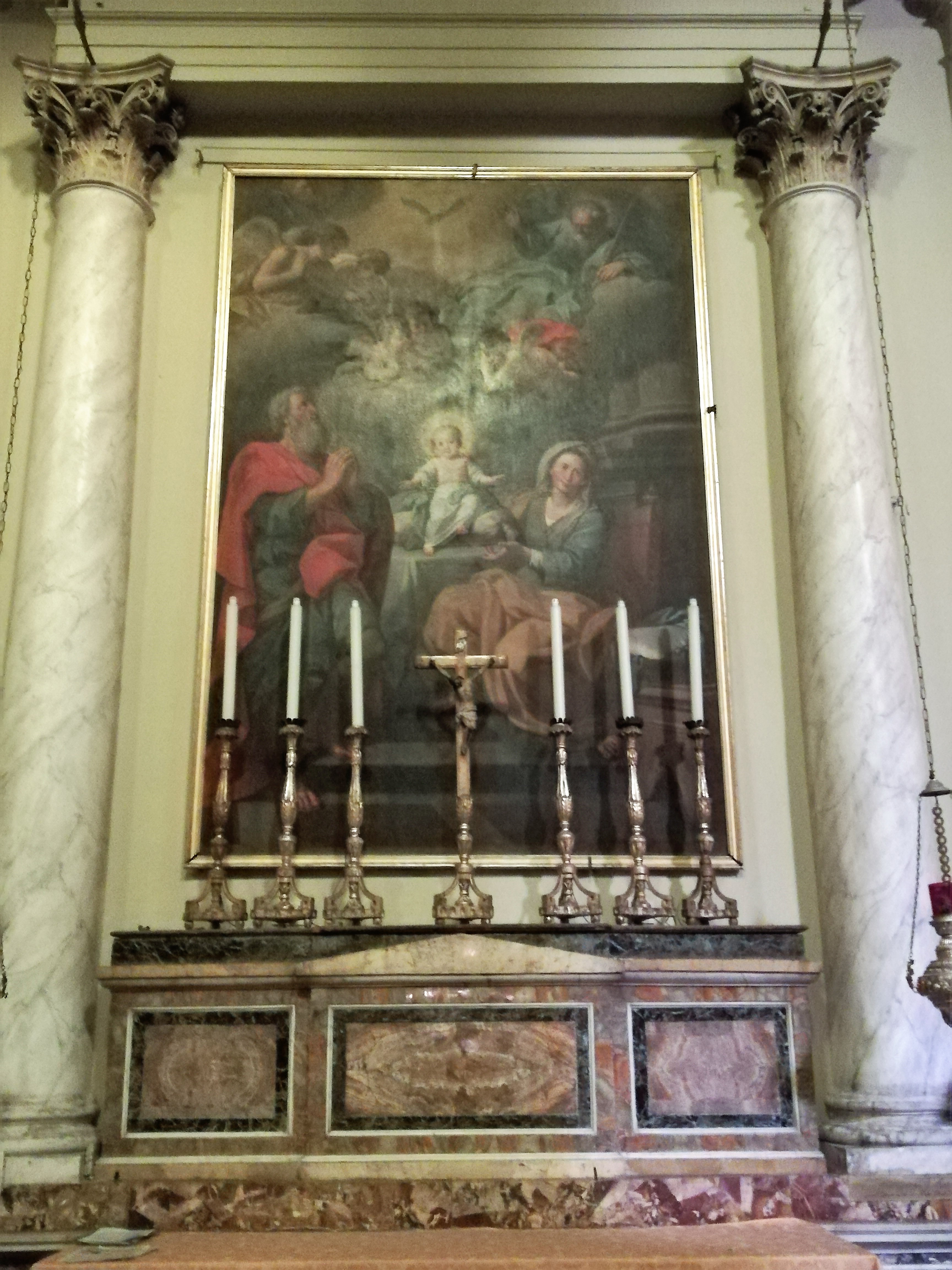
Sant'Anna, San Gioacchino e Maria Bambina, cattedrale di Maria Santissima Annunziata di Acireale.

In attività nell'acese dal 1732 fino al 1755, è considerato uno dei maggiori artisti siciliani del secolo XVIII.

## Biografia
Inizia come apprendista nel cantiere del pittore messinese Antonio Filocamo che nel 1711 insieme ai fratelli Paolo e Gaetano affrescava nella chiesa madre (poi Duomo)  di Acireale il coro del presbiterio e la Cappella di Santa Venera. Si trasferisce a diciassette anni a Roma, dove sposa, nel 1726, Isabella Adami, di Albano Laziale, da cui avrà sette figli. Il primogenito Alessandro, che diverrà anch'egli pittore, non inferiore al padre, viene battezzato in Roma, nella chiesa di San Lorenzo in Lucina, padrino lo scultore Simone Martinez, nipote di Filippo Juvarra. Tale fatto non è secondario se si pensa all'influenza esercitata da Juvarra su Vasta in architettura e nelle vicende dei suoi spostamenti nella Penisola. Del periodo romano si conosce finora solo un disegno riproducente la statua dell'Ercole Farnese su carta, con lapis e biacca.
Ad Acireale ritorna, con la famiglia, dopo 17 anni, nel 1731 nel pieno della ricostruzione dopo il terremoto del Val di Noto del 1693. Nel 1732 otterrà l'incarico di eseguire gli affreschi del nuovo tempio dedicato in città a San Sebastiano. Continuerà quindi a lavorare nel territorio acese, anche per via di una fortunata congiuntura: come può leggersi nei documenti d'archivio, specie riferiti alle vicende degli affreschi nel duomo, uno dei motivi fondamentali che spingevano il municipio e il clero a decorare le chiese era il risparmio sull'addobbo periodico in occasione delle solennità che se ne traeva. Nel 1734 apre una bottega d'arte, ben nota in Sicilia, dove si succederanno fra gli apprendisti Vito D'Anna, palermitano, considerato uno dei maggiori esponenti della pittura siciliana del XVIII secolo, Michele Vecchio, Giuseppe Grasso Naso, il figlio Alessandro ed altri.
Di seguito effettuerà grandi affreschi per la chiesa madre, oggi cattedrale di Acireale, per le chiese di San Camillo e Santa Maria del Suffragio. Fatti i dovuti distinguo, può tentarsi una lettura di vite parallele tra Vasta e il napoletano Francesco De Mura per i sincronismi, per gli ambienti artistici visitati, per la committenza e l'unicità del potere politico e religioso. Nel 1755, mentre stava eseguendo un ciclo di affreschi nella piccola chiesa di Sant'Antonio di Padova, sempre ad Acireale, colpito da attacco apoplettico cadde da una impalcatura e rimase paralizzato. Il resto della vita, come dice il Gravagno, lo trascorse "afflitto dalla paralisi, incalzato dai creditori, scontento dei figli".

## Opere
Il Vasta mise a frutto le proprie capacità, ingegnosità e creatività, in un ambiente non facile, a volte ostile, fortemente legato a una figurazione con radici in Antonello da Messina, Filippo Paladini e Giacinto Platania e alla committenza cappuccino-conventuale ( al cui servizio si era distinto a cavallo tra Sei e Settecento Giovanni Lo Coco con gli affreschi in San Biagio, Sant'Antonio in Acicatena, chiesa di Santa Caterina in Pedara), che seppe tuttavia conquistare anche con la grandiosità e la novità del programma decorativo: nella sola Acireale eseguì oltre mille metri quadri di affreschi, con la leggiadria compositiva e coloristica ormai lontana dalla drammaticità seicentesca (Nozze di Cana, Cattedrale; le tre Virtù teologali, Sant'Antonio di Padova) ma forte anche degli studi svolti nel periodo romano,   come anche dei viaggi a Firenze, Torino, Napoli, forse Bologna e Venezia, con rimandi evidenti a Maratta, Garzi, Reni, Carracci, Veronese, Solimena, Conca, Salviati, Raffaello e bottega, Tiziano, anche Tiepolo. La sua pittura raggiunge spesso toni di armoniosa compostezza e dolce espressività (Nascita di Maria nella chiesa dei Crociferi, dalla nuova spazialità) specie quando ha per soggetto figure femminili, o temi complessi come i tempi e i collegamenti testamentari, trattati con sicurezza e equilibrio spaziale (la Mensa eucaristica nella chiesa del Suffragio, affresco concepito in una temperie circolare che coinvolge - ma solo per analogie - Corrado Giaquinto e Olivio Sozzi). Le opere su tela denotano un filo conduttore meno incalzante degli affreschi; tuttavia alcune (Madonna delle Grazie, sull'altare dei Crociferi) raggiungono livelli di alto lirismo.
Oggi le sue opere sono principalmente in luoghi di culto.

### Catania e provincia

#### Acireale
- Basilica cattedrale di Maria Santissima Annunziata: affreschi Glorificazione dell'Agnello Mistico e Nozze di Cana (1737), Gloria di Santa Venera,  Caino e Abele, Abramo e Isacco e altri; le tele Natività di Nostro Signore e Cristo Risorto con San Tommaso Apostolo e la Maria Maddalena, Sant'Anna, San Nicolò di Bari. Gli affreschi dei pennacchi della cupola nel transetto, Quattro Evangelisti, sono realizzati negli anni 1736 - 1739. Le tele raffiguranti Maria Bambina ritratta con Sant'Anna e San Gioacchino, il Battesimo di Gesù ed il San Nicola di Bari.
- Basilica collegiata di San Sebastiano: il ciclo degli affreschi sulla vita di San Sebastiano fra transetto e coro, altri nelle cappelle laterali e nel transetto. In particolare l'Apparizione del Cristo a San Sebastiano nella casa di Nicostrato è il primo episodio autografo con l'iscrizione "Petrus Paulus Vasta Pin. An. MDCCXXXII" nel transetto sinistro.  Negli anni 1733 - 1734 affrescò la Gloria di San Sebastiano sulla volta, San Sebastiano genuflesso ai piedi di Papa Cajo nella conca abisidale, San Sebastiano subisce il martirio delle frecce, San Sebastiano soccorso dalle pie donne, San Sebastiano incontra Diocleziano, Morte di San Sebastiano sugli stalli. Nel 1738, affrescò il «Ciclo cristologico» della Cappella del Sacramento. Nel 1745 realizza gli Episodi biblici nel tamburo della cupola e Quattro profeti nelle vele. Nel 1754 realizza i disegni per le statue della balaustra davanti alla facciata, manufatti prodotti nel 1757 dallo scultore palermitano Giovan Battista Marino. Le due tele Pietà e la Santissima Trinità con San Marco Evangelista, San Girolamo e San Liborio del (1742).
- Chiesa di San Camillo o chiesa dei Padri Crociferi, già chiesa di Nostra Signora delle Grazie: i 20 affreschi[3] sono tutti immagini bibliche al femminile, come richiesto dal committente Barrabini, culminanti nella tela dedicata alla Madonna delle Grazie sull'altare. Tutto l'apparato pittorico fu realizzato con la partecipazione del figlio Alessandro e di Vito d'Anna con l'esecuzione di tre cicli Episodi della vita della Vergine, Storie con eroine bibliche, Virtù ed allegorie femminili. Il dipinto raffigurante la Natività di Maria è collocato nella parte destra dell'abside, sopra l'abside è realizzato la Gloria della Vergine, nel primo riquadro della volta si ammira l'Angelo Gabriele che torna al Padre dopo l'annuncio della nascita di Gesù a Maria e nel secondo riquadro la Vergine che vince il peccato. Le quattro grandi vele della volta hanno come protagoniste delle figure femminili, simboli de la Temperanza, Innocenza, Carità e Religione. Le raffigurazioni di alcune donne dell'Antico Testamento: Abigaille e Davide, Rebecca al pozzo, Giaele e Sisara, Giuditta e Oloferne, Ester e Assuero, Betsabea e Salomone, sono disposte lungo le pareti.
- Chiesa di Santa Maria del Suffragio: affreschi raffiguranti il Trionfo della Mensa Eucaristica, opere realizzate con la collaborazione del figlio Alessandro Vasta. Il Ciclo Purgatoriale comprende 9 affreschi: Giona gettato in mare, Isaia e l'angelo purificatore, Mosè ed il roveto ardente, Giobbe visitato dagli amici, Geremia che vede la seconda visione, l'Angelo ed Agar nella navata, Abacuc soccorre Daniele fra i leoni e Giuseppe venduto dai fratelli nel presbiterio, personaggi dell'Antico Testamento (Isaia, Geremia e Mosè, Giona ed Agar, Giobbe, Ruth, Giuditta, Oloferne, Adamo ed Eva, le Pie Donne, i Quattro Evangelisti, la Santissima Trinità). Tela raffigurante la Madonna del Suffragio collocata sull'altare maggiore, opera autografa del 1751.
- Chiesa di Santa Maria Odigitria: Pietà, olio su tela, dipinto in una sola notte.
- Santuario della Madonna di Loreto: affreschi (realizzazione 1753, restauro 2014 - 2015). Nel coretto gli affreschi di tre sante siciliane: Santa Venera, Sant'Agata, Santa Lucia con Santa Caterina di Alessandria. Nella volta Adamo ed Eva sedotti dal serpente attorcigliato ad un albero. Davide ed Isaia che indicano la cappella dove è ospitata la statua della Vergine di Loreto. Nella volta Dio mentre si rivolge all'arcangelo Gabriele per inviarlo alla Vergine Maria.
- Basilica collegiata dei Santi Pietro e Paolo. Pala d'altare raffigurante Sant'Andrea Avellino; per questa chiesa disegnò il primo e secondo ordine del prospetto con influenze spagnolo-gesuitiche e di Juvarra. Realizzava 5 stendardi processionali ad olio, oggi custoditi alla Pinacoteca Zelantea.
- Chiesa di Sant'Antonio di Padova: ultimi affreschi comprendenti la Gloria di Sant'Antonio nel 1755. Durante la realizzazione l'artista fu colpito da apoplessia e morì cinque anni dopo, pertanto l'opera fu portata a termine dal figlio Alessandro.
- Chiesa di Maria Santissima Maddalena: pala d'altare raffigurante Maria Maddalena.
- Chiesa di Santa Maria degli Angeli (Cappuccini): pala d'altare raffigurante Maria bambina.
- Pinacoteca Zelantea: alcune tele e disegni.

#### Aci Catena
Chiesa di Santa Lucia:
- XVIII secolo, Ciclo, affreschi intorno al Crocifisso della cappella eponima;
- XVIII secolo, Transito di San Giuseppe, olio su tela;
- 1751, Immacolata ritratta tra Sant'Anna e San Gioacchino, olio su tela;
- 1751c., Santissima Trinità con San Michele Arcangelo, olio su tela.
- XVIII secolo, Ciclo, affreschi raffiguranti episodi della vita di San Francesco d'Assisi, la storia dell'ordine dei frati minori e qualche episodio della vita locale dell'ordine, brani superstiti di opere realizzate nella chiesa di Sant'Antonio di Padova dell'Ordine dei frati minori conventuali.
- XVIII secolo, Rebecca al pozzo, olio su tela, opera custodita nel santuario matrice di Maria Santissima della Catena.

#### Aci Sant'Antonio
- 1753, Ciclo, affreschi, tra essi l'episodio Gloria di Sant'Antonio Abate, opere realizzate nel coro della chiesa di Sant'Antonio Abate.

#### Adrano
- XVIII secolo, Assunzione della Vergine, olio su tela, opera custodita nella chiesa di Maria Santissima Assunta di Adrano.

#### Catania

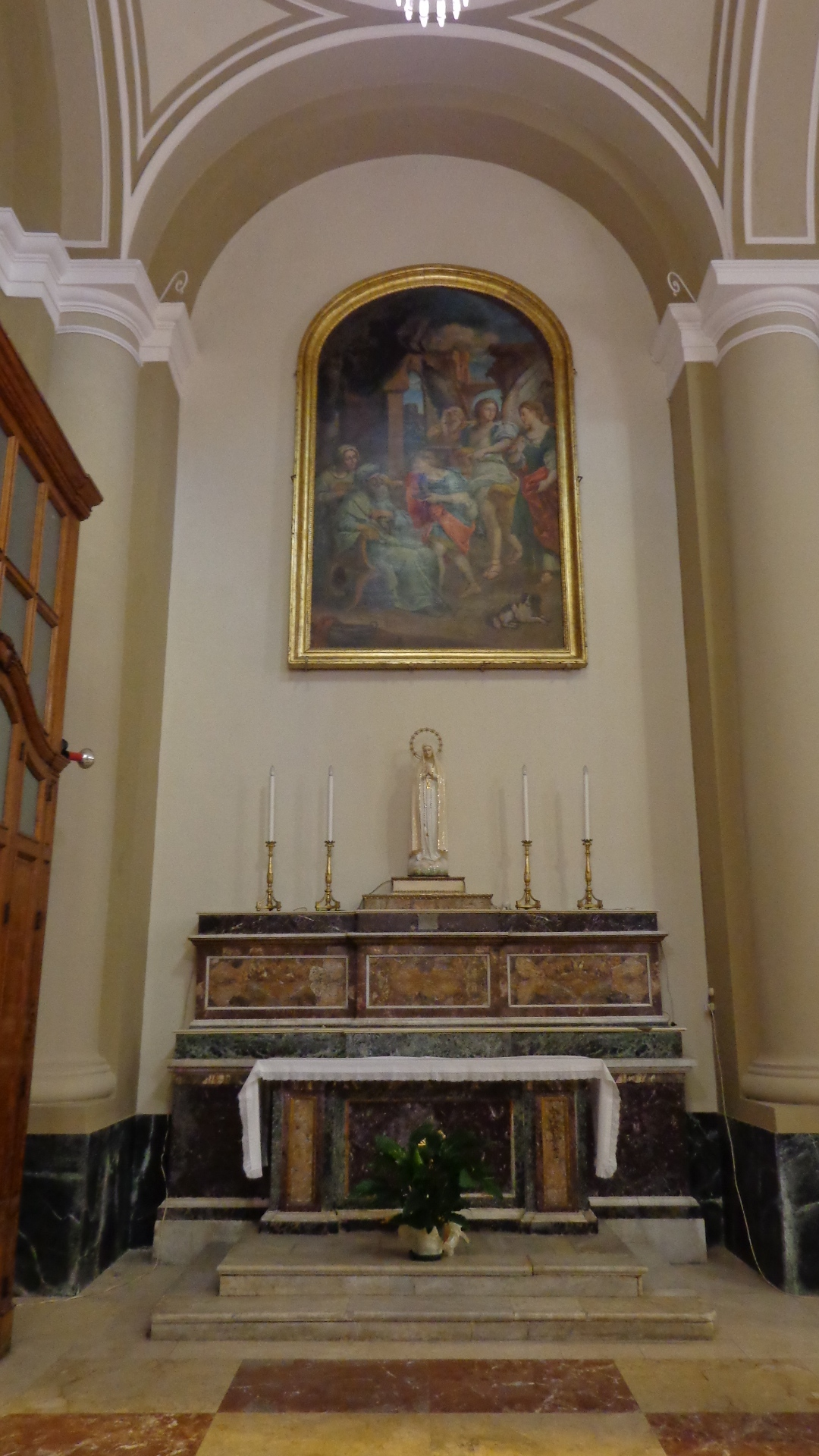
Canonico Tobiolo e l'Arcangelo Raffaele nella Cappella della Madonna della Mercede, duomo di Sant'Isidoro Agricola di Giarre.

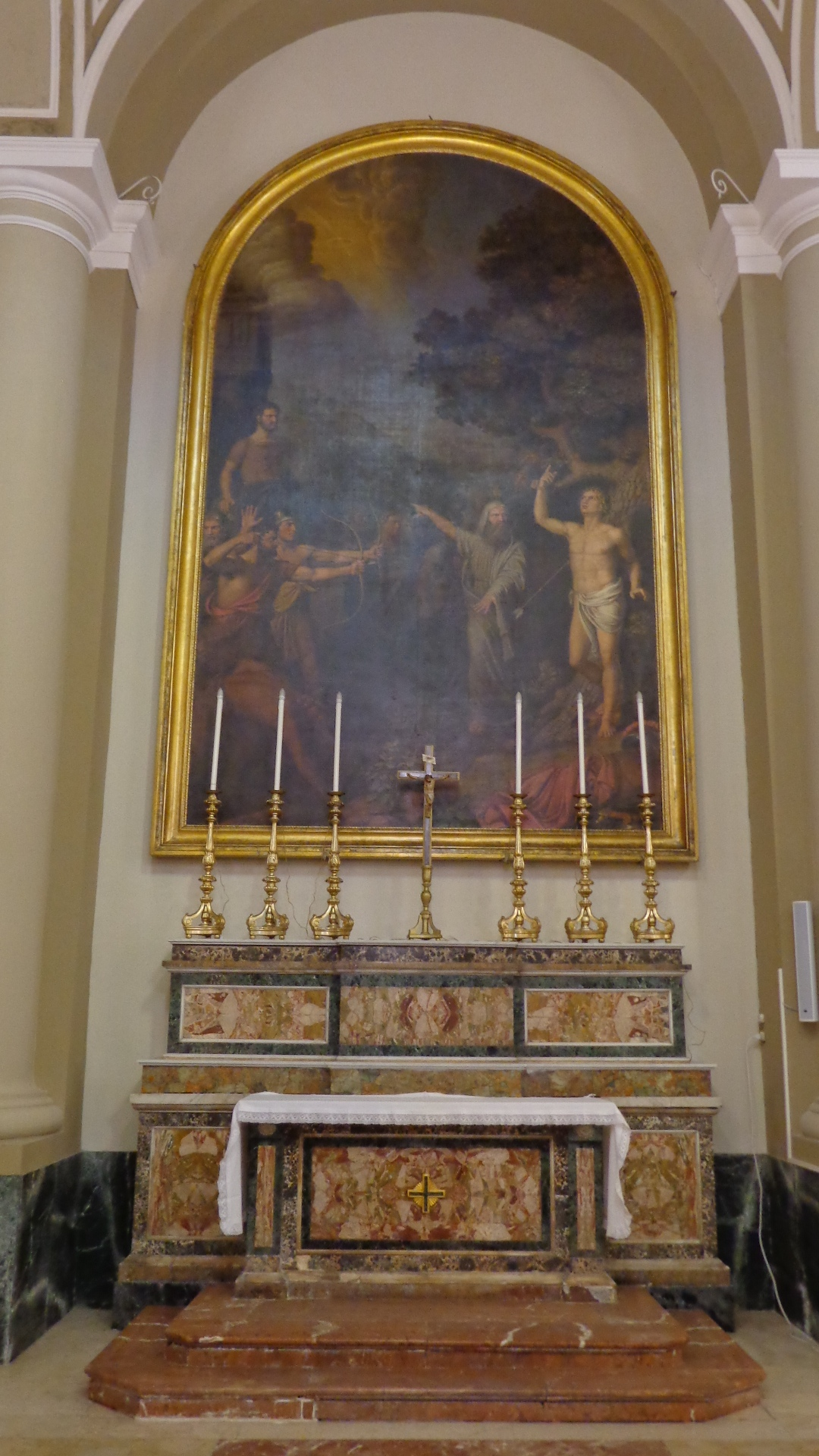
Martirio di San Sebastiano nella Cappella di San Sebastiano, duomo di Sant'Isidoro Agricola di Giarre.

- Martirio di San Lorenzo, olio su tela, dal modello tizianesco dei Gesuiti di Venezia, e ancor più dalla versione per El Escorial, chiesa di Santa Chiara.
- San Vincenzo Ferreri, olio su tela , opera già documentata[4]nella distrutta chiesa di Santa Caterina da Siena dell'antico convento dell'Ordine dei frati predicatori di San Domenico di Guzmán.

Non rintracciabili gli affreschi in case nobiliari:
- Palazzo del marchese di Sangiuliano;
- Palazzo Biscari.

#### Caltagirone
- 1745, Ciclo, affreschi culminanti col Trionfo di San Bonaventura, opere realizzate nella chiesa di San Bonaventura del convento dell'Ordine dei frati minori riformati osservanti.
- Palazzo del barone Cimia, affreschi (perduti).

#### Giarre
- Duomo di Sant'Isidoro Agricola: 
  - Canonico Tobiolo e l'Arcangelo Raffaele, attribuzione per stile, altare della Madonna della Mercede;
  - Martirio di San Sebastiano, attribuzione per stile, altare di San Sebastiano;
  - Immacolata e Santi, attribuzione per stile.

#### Milo
- (?), (Chiesa dell'Addolorata).

#### Riposto
- (?), (Chiesa di Sant'Anna, chiesa di Maria Santissima).

#### Santa Venerina
- Chiesa di Santa Venera:
  - San Giuseppe, affresco;
  - Sacra Famiglia, olio su tela.

#### Scordia
- XVIII secolo, Immacolata e santi, olio su tela, attribuzione con giustificata perplessità (per altri è del Carasi) nella chiesa di Sant'Antonio dell'Ordine dei frati minori.

### Enna e provincia

#### Troina
- 1738, (?) (perduti)

### Palermo e provincia

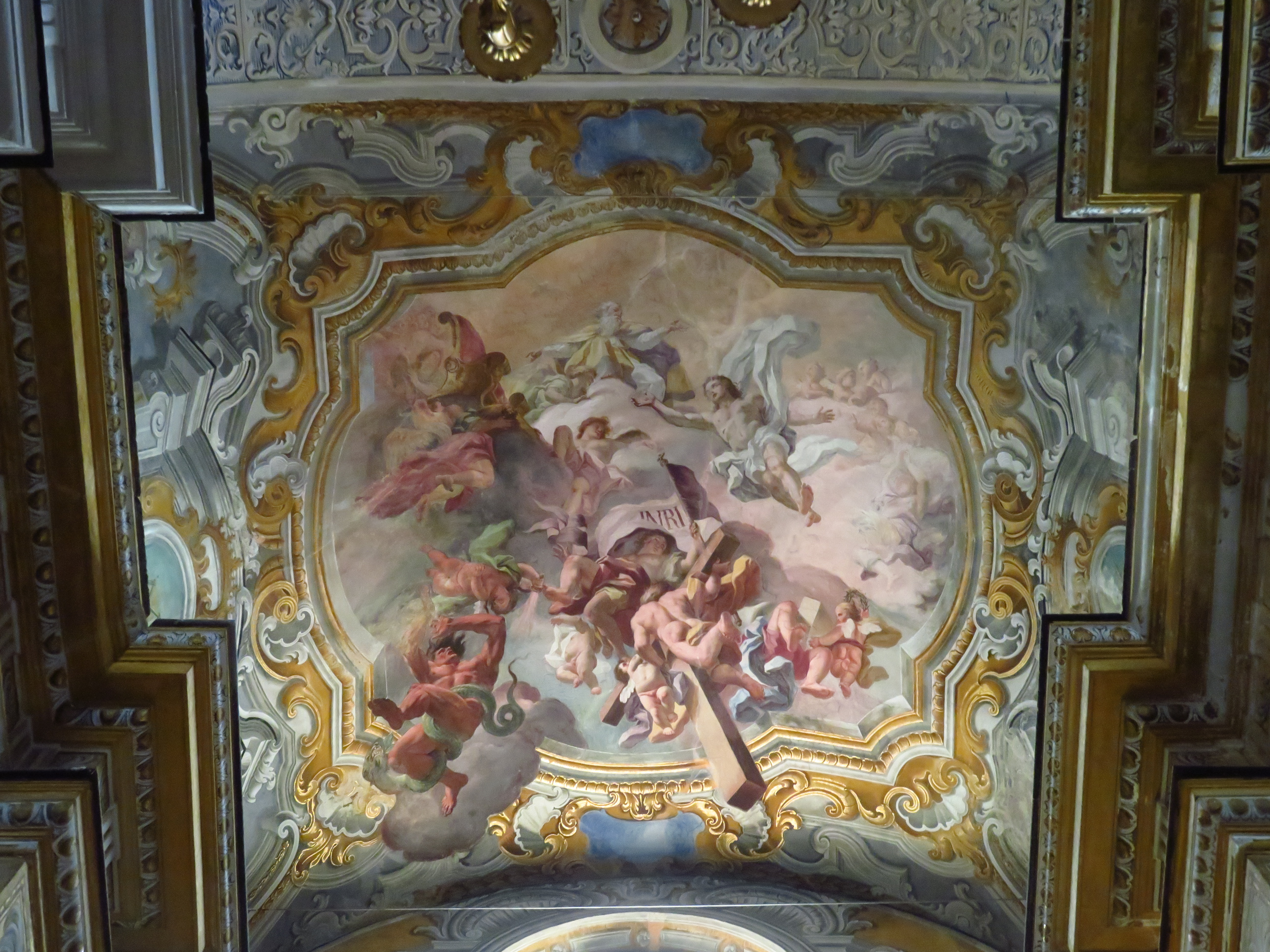
Ascensione di Gesù nella chiesa di Sant'Anna la Misericordia

Perduta, forse del tutto, la sua produzione a Palermo, dove ebbe modo di trattenersi a lungo anche per vicende civilistiche legate a incarichi artistici. Ivi gli fu affidato come allievo Vito D'Anna, che lo seguì per otto anni ad Acireale.
- XVIII secolo, Ciclo affreschi scomparsi dopo il terremoto del 1823. Resta l'episodio del transetto con Ascensione di Gesù realizzato con la collaborazione del discepolo Vito d'Anna, opere documentate nella chiesa di Sant'Anna la Misericordia di Palermo.[5]

## Curiosità
Lionardo Vigo ritiene che "Molta conformità era nella di lui fisionomia e quella di An.Car[r]acci, ch'è in vero rimarchevole cosa; poiché era il volto di Annibale alquanto olivastro con gli occhi intensi, la fronte magnifica e il naso rotondo".
Il Vigo, nell'informarci che i manoscritti del Vasta ebbero la stessa sorte delle sue bozze pittoriche, disperse, tramanda una sua ottava in consumati endecasillabi scritta dietro a un foglio di disegni:
« Cori crudili inclinatu a lu mali/ Laberintu d'affanni e di duluri;/ Fora megghiu pri mia non sicutari /Pri cui mi duna basca tutti l'uri./Vasta, misiru tia chi speri fari?/Si' pazzu, e nun t'adduni di l'erruri/Tu sai lu muttu, e s'un lu sai lu 'mpari:/Megghiu servu di mori ca d'amuri ».(Cuore crudele, incline verso il male/ Labirinto d’affanni e di dolori;/Fora meglio per me non seguitare/ Per chi mi dona ambascia tutte l’ore./ Vasta, misero te, che speri fare?/ Sei pazzo e non t’accorgi dell’errore/Tu sai il proverbio, e se nol sai lo impari:/ meglio servo di Mori che d’amuri)

## Il mistero delle spoglie
La mancanza di informazioni precise sulla tumulazione del corpo del Vasta ha fatto nascere interrogativi, a partire dal Vigo, sul perché gli acesi non lo avessero degnamente onorato. Si sapeva che era sepolto nella Cappella del Divino Amore nella Basilica dei Santi Pietro e Paolo. Nel 1952, durante una ricognizione cui partecipò il vescovo Salvatore Russo, si è creduto di aver trovato le sue ossa che sono state richiuse in una cassetta di legno, lasciata entro un armadio.